# Hendi Péter
Hendi Péter (Budapest, 1943. június 11. –) író.

## Élete
1966-ban jogi diplomát szerzett az ELTE Állam- és Jogtudományi Karon. 1969-ben elhagyta Magyarországot. 1970 és 1980 között Svédországban élt, ahol számitástechnikai diplomát szerzett. 1981-ben Münchenbe költözött, 1982–2003 között pedig Genfben élt, ahol az ENSZ Távközlési Hivatalánál dolgozott. 2003 óta visszahonosítás révén újra magyar állampolgár.
Első írásai a Látóhatár és a Budapest folyóiratokban láttak napvilágot 1966 és 1969 között. Továbbiak az Új Tükör és az Interpress Magazin, majd 2004 óta a 2000, a Kalligram, az Élet és Irodalom, a Jelenkor és a Kortárs folyóiratokban (nagy részük elérhető az interneten).
Az Olympiát 2004-ben írta. Először a 2000-ben és a KÖRKÉP/2006 antológiában, később a francia La Nouvelle Revue Française, a német Die Horen, a svéd Ord och Bild, a kínai Fiction World és a Budapesten szerkesztett (angol nyelvű) Hungarian Quaterly folyóiratokban jelent meg.

## Művei[2]

### Svédországban
- A menekvő, kisregény és elbeszélések (Göteborg, 1973)
- Bankrablás Stockholmban, dráma magyar és svéd nyelven (Immigrant Institut, 1978)

### Magyarországon
- Reményfutam, elbeszélés a nyugati magyar írók antológiájában (Két dióhéj, Szépirodalmi, 1987)
- Rekviem egy jogászért, kisregény, elbeszélések és két színdarab (Hét Krajcár, 2000)
- Átszállás Zürichben, elbeszélések (L’Harmattan, 2011)
- Olympia, elbeszélés hat nyelven (Napút füzetek 66., 2012)
- A-moll szonáta, három színdarab (L’Harmattan, 2013)
- Alteregó, tárcanovellák (L’Harmattan, 2015)

Valamint:
- Emily, a fehér nő – Christian Bobin La dame blanche című művének fordítása (Napkút Kiadó, 2011)

### Franciaországban
- Changement à Zurich, nouvelles (L’Harmattan, Paris, 2011)
- Requiem pour un jurist, roman (L’Harmattan, Paris, 2013)

## Díjai
- A Svéd Írószövetség ösztöndíja (1978)
- A Kosztolányi Alap könyvtámogatása (2011)